# Frontières de la Pologne
 (mars 2020).
Si vous disposez d'ouvrages ou d'articles de référence ou si vous connaissez des sites web de qualité traitant du thème abordé ici, merci de compléter l'article en donnant les références utiles à sa vérifiabilité et en les liant à la section « Notes et références ».

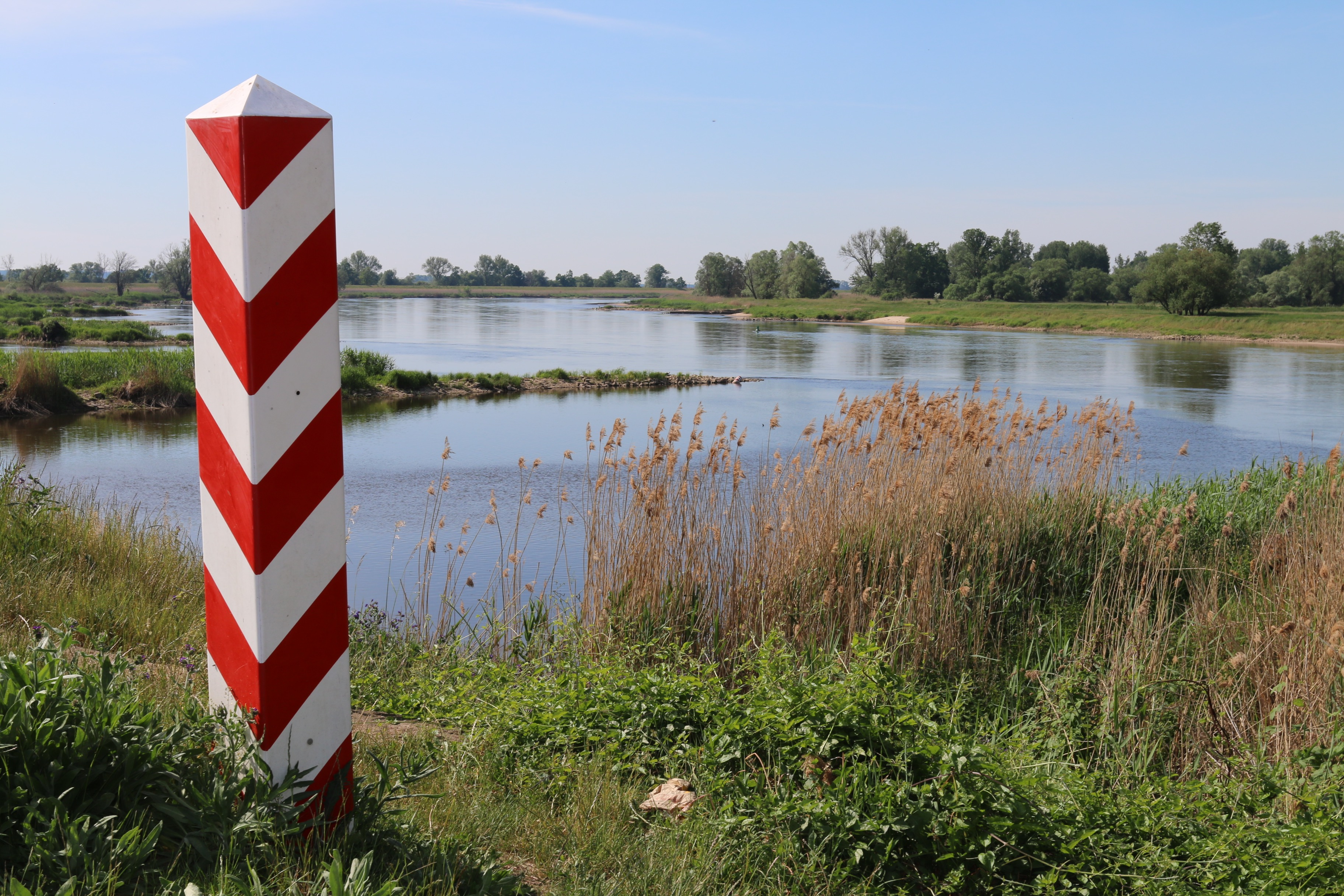
Frontière germano-polonaise près de l'Oder

Les frontières de la Pologne ont beaucoup changé à travers l'histoire, de la naissance de l'État polonais à aujourd'hui. 

## Frontières

Les différentes frontières de la Pologne, avec leur longueur.
Vert foncé : Allemagne
vert moyen : Tchéquie
Vert clair : Slovaquie
jaune : Ukraine
orange : Biélorussie
rouge : Lituanie
violet : Russie
bleu : mer Baltique.

### Frontières terrestres
En 2023, la Pologne a des frontières terrestres avec :
- l'Allemagne (voir : Frontière entre l'Allemagne et la Pologne),
- la Russie (voir : Frontière entre la Pologne et la Russie),
- la Biélorussie (voir : Frontière entre la Biélorussie et la Pologne),
- la Slovaquie (voir : Frontière entre la Pologne et la Slovaquie),
- la Tchéquie (voir : Frontière entre la Pologne et la Tchéquie),
- l'Ukraine (voir : Frontière entre la Pologne et l'Ukraine),
- la Lituanie (voir : Frontière entre la Lituanie et la Pologne).

### Frontières maritimes
La Pologne possède des frontières maritimes avec la Suède et le Danemark.

## Histoire

### Époque contemporaine
Après le Royaume de Pologne (1916-1918), la Deuxième République de Pologne est créée en 1918, suite à la Révolution russe et à l'effondrement des empires centraux durant la Première Guerre mondiale. Elle a, jusqu'en 1939, des frontières avec la ville libre de Dantzig en Cachoubie et avec la Roumanie en Pocoutie.

Transformation des frontières de la Pologne après la Seconde Guerre mondiale : en bleu, les territoires annexés par l'URSS, en rouge les territoires gagnés par la Pologne.

Pendant la Seconde Guerre mondiale, la Pologne est envahie par l'Allemagne nazie et l'URSS, qui se répartissent son territoire.
Les frontières actuelles sont issues des discussions des Alliés sur la question polonaise en 1945. La Pologne perd des territoires à l'est et en gagne à l'ouest.
Jusqu'au début de l'année 1990, la Pologne a des frontières avec la République démocratique allemande à l'ouest, la Tchécoslovaquie au sud et l'URSS à l'est et au nord. Moins de trois ans plus tard, aucun de ces pays n'existe plus en tant que tel : la République démocratique allemande est réunie à l'Allemagne de l'Ouest pour former l'Allemagne le 3 octobre 1990, l'URSS est dissoute le 25 décembre 1991 après notamment les indépendances de la Lituanie le 11 mars 1990, de l'Ukraine le 24 août 1991, de la Biélorussie le 25 août 1991 et de la Russie le 25 décembre 1991 et la Tchécoslovaquie est dissoute le 31 décembre 1992 pour former la Tchéquie et la Slovaquie.